# Reykjanesbær
Reykjanesbær è una municipalità islandese situata sulla penisola di Reykjanes, nella regione di Suðurnes, e consiste di tre cittadine: Keflavík, Njarðvík e Hafnir. La municipalità fu fondata nel 1994, quando gli abitanti delle tre comunità votarono a favore della fusione.
Delle tre cittadine che costituiscono la municipalità, Keflavík è la più grande, mentre Hafnir, a circa dieci chilometri di distanza, è la più piccola.
Keflavík e Njarðvík erano originariamente due cittadine distinte, ma con l'espansione avvenuta nel corso del XX secolo, giunsero al punto in cui l'unica cosa che le separava era una strada, della quale, la porzione settentrionale ricadeva sotto l'amministrazione di Keflavík, mentre quella meridionale apparteneva a Njarðvík.

## Amministrazione

### Gemellaggi
- Brighton
- Hjørring
- Kerava
- Kristiansand
- Trollhättan
- Orlando
- Miðvágur